# Pietro Cerone

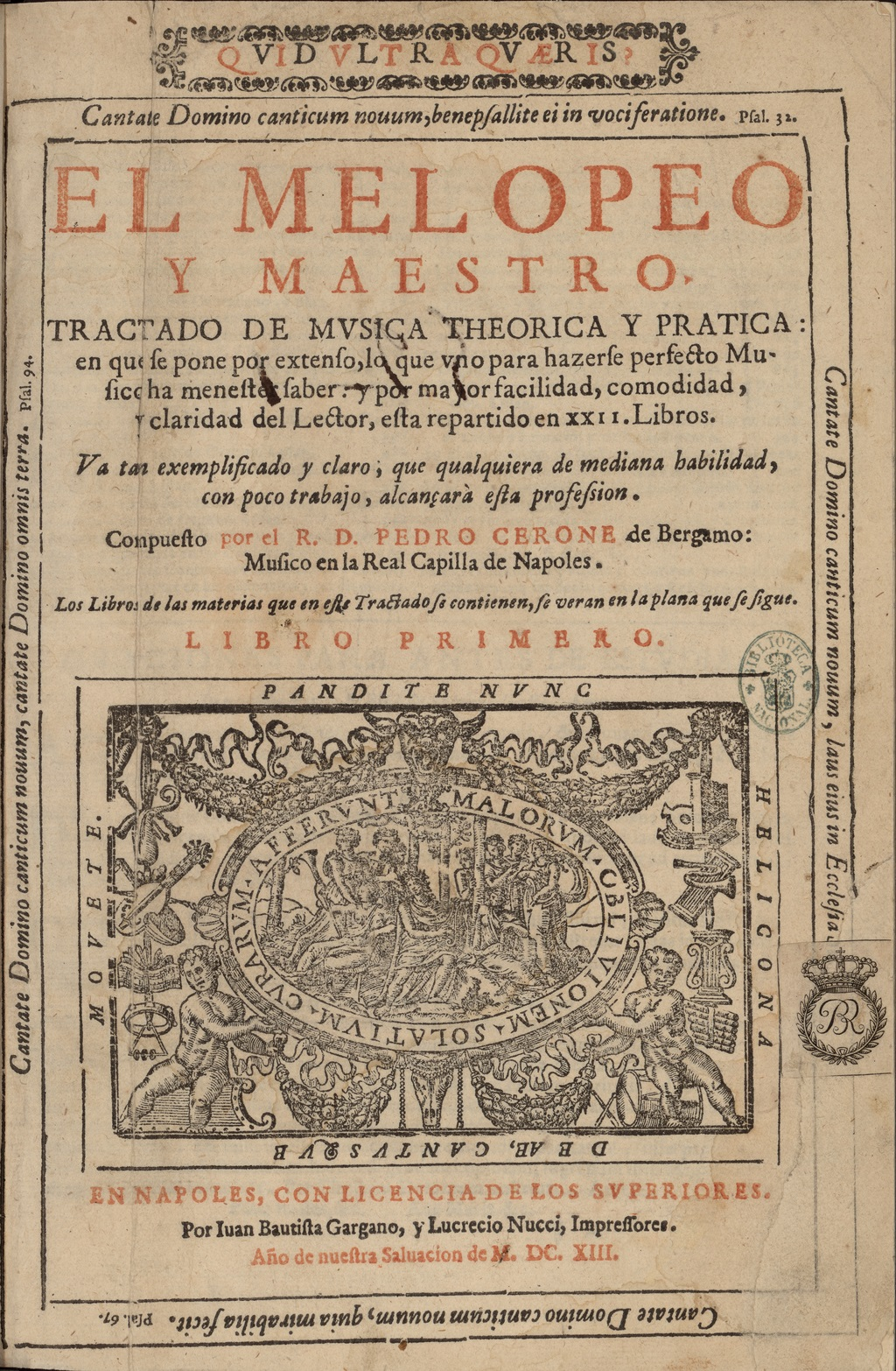
Page de titre d’El melopeo y maestro (1613).

Domenico Pietro Cerone (né à Bergame en 1566 et mort à Naples en 1625) est un prêtre, chanteur et théoricien de la musique italien de la Renaissance tardive, principalement connu pour son traité de musique en 22 volumes, El melopeo y maestro, publié en 1613.